# Rutupiae
Rutupiae o Portus Ritupis fue una antigua ciudad romana, cerca de Sandwich (Kent, Inglaterra), que se desarrolló alrededor de un fuerte (conocido actualmente como fuerte de Richborough) y el puerto asociado, junto a la costa sajona. Restos sustanciales de los enormes muros del fuerte aún se mantienen en pie con una altura de varios metros.
El asentamiento fue fundado después de la conquista romana de Gran Bretaña en 43 d. C. Debido a su posición cerca de un gran puerto natural en el canal Wantsum y de la desembocadura del río Stour, Rutupiae sirvió como puerta de entrada principal a la Britania romana y el punto de partida para el camino ahora conocido como Watling Street. El sitio ahora está a dos millas y media tierra adentro de la costa actual.
Las fortificaciones de tierra se excavaron por primera vez en el sitio en el siglo I, probablemente para un almacén y una cabeza de puente para el ejército romano. El sitio se expandió hasta convertirse en una importante ciudad civil y comercial, y el fuerte de piedra de la costa sajona se agregó alrededor del año 277, posiblemente construido por el usurpador Carausio. El sitio ahora está bajo el cuidado de English Heritage.

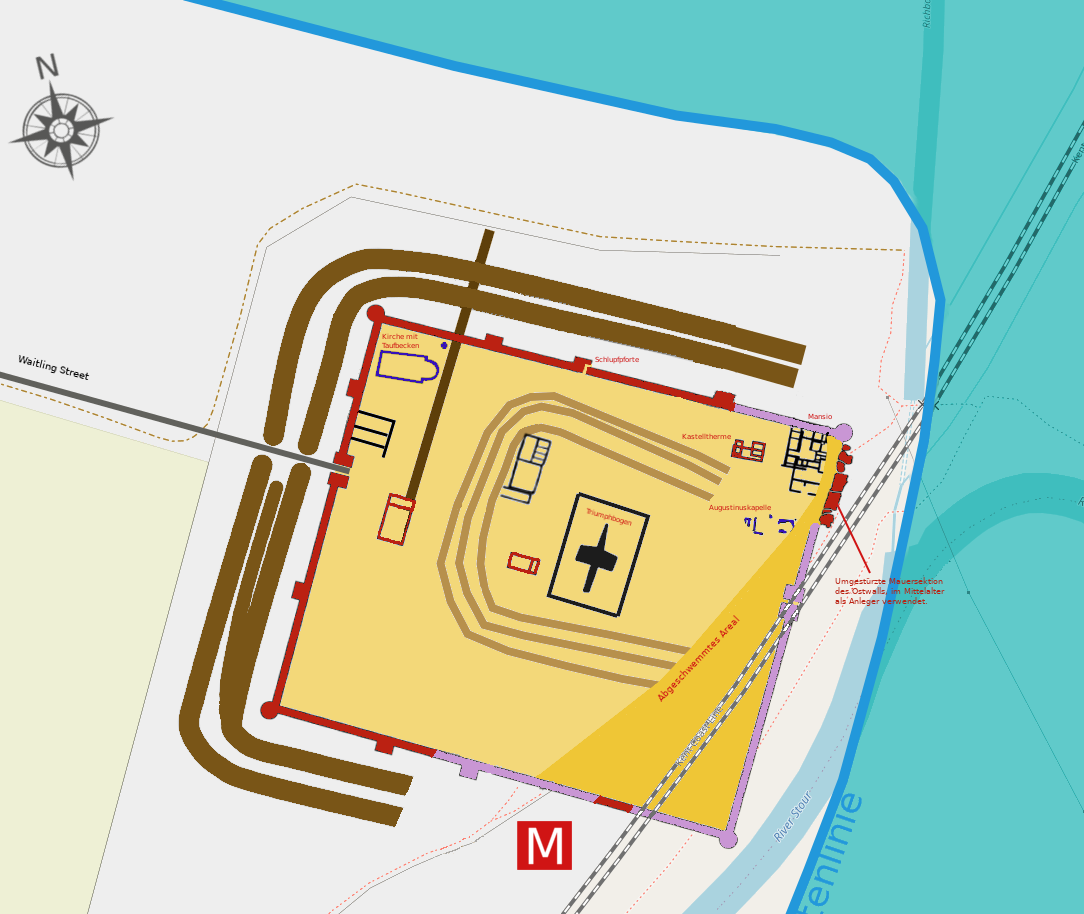
Plano del sitio de Richborough que muestra la antigua línea costera

## Etimología
El significado del nombre Rutupiae es incierto, aunque el primer elemento puede derivar del celta británico *rutu- que significa "óxido; barro" (cf. galés rhwd). Un nombre alternativo atestiguado para el fuerte, Ritupiae, puede representar una forma británica más clara, que contiene la palabra *ritus "vado" (galés rhyd), refiriéndose a un punto de cruce entre la isla y el continente. El significado del sufijo -piae sigue siendo desconocido.

## Historia

### Invasión romana

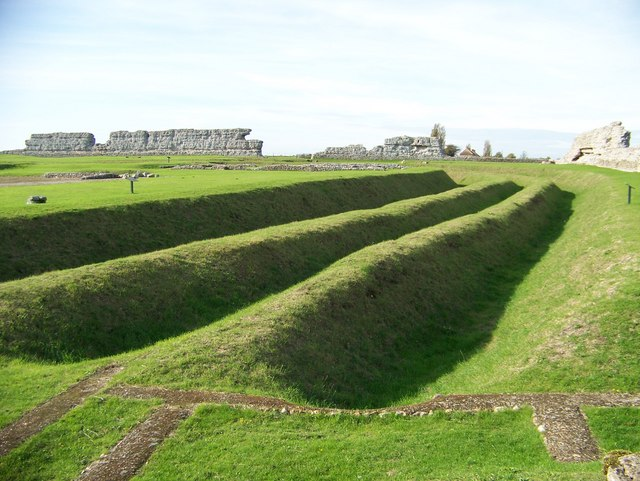
Primeras zanjas defensivas dentro del fuerte

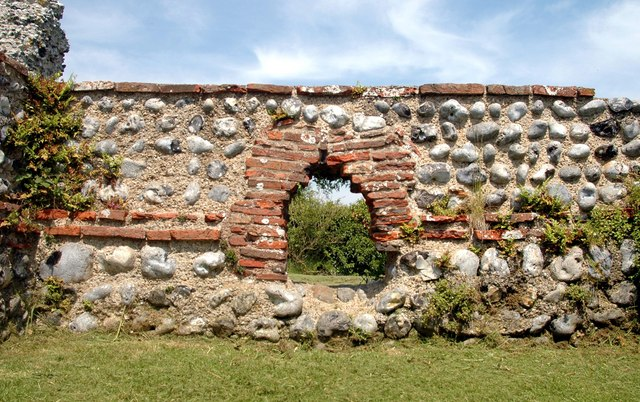
La mansio

Richborough fue probablemente el lugar de desembarco de la invasión de Britania por Claudio en 43 d. C., ya que se descubrió en el lugar la primera barrera defensiva que data de este período, como unas zanjas gemelas en forma de V de al menos 650 m de longitud y paralelas a la costa romana. Estas habrían protegido la cabeza de playa de la invasión y el depósito de suministros. El cruce habría explotado una de las rutas más cortas sobre el Canal de la Mancha. Sin embargo, no han sobrevivido otros detalles explícitos sobre el sitio de la invasión de Claudio y su ubicación es un tema de debate académico .

### Asentamiento
La ciudad era más próspera en el siglo II cuando la mansio de madera, una casa de huéspedes para funcionarios visitantes, construida por primera vez en 100, fue reconstruida en piedra. Estudios geofísicos y aéreos han demostrado que el asentamiento se extendía sobre un área de al menos 21 ha. Había templos y un anfiteatro.
Como puerto, la ciudad siempre compitió con Portus Dubris (la moderna Dover), alrededor de 24 km al sur a lo largo de la costa. Sin embargo, Richborough fue ampliamente considerado en todo el Imperio Romano por la calidad de sus ostras. Se mencionan a la par con los del lago Lucrine en obras de Juvenal. El término "costa rutupina" se utilizó como una metonimia común para Gran Bretaña en los escritores latinos.

### Arco triunfal
Alrededor del año 85, se erigió un gran arco triunfal de tetrapilonos, uno de los más grandes del Imperio Romano, que se extiende a ambos lados de Watling Street, la carretera principal de Richborough a Londres. Su posición y tamaño sugieren que pudo haber sido construido para celebrar la conquista final de Gran Bretaña después de la victoria de Agrícola en la batalla del monte Graupius.

### Fuerte de la costa sajona

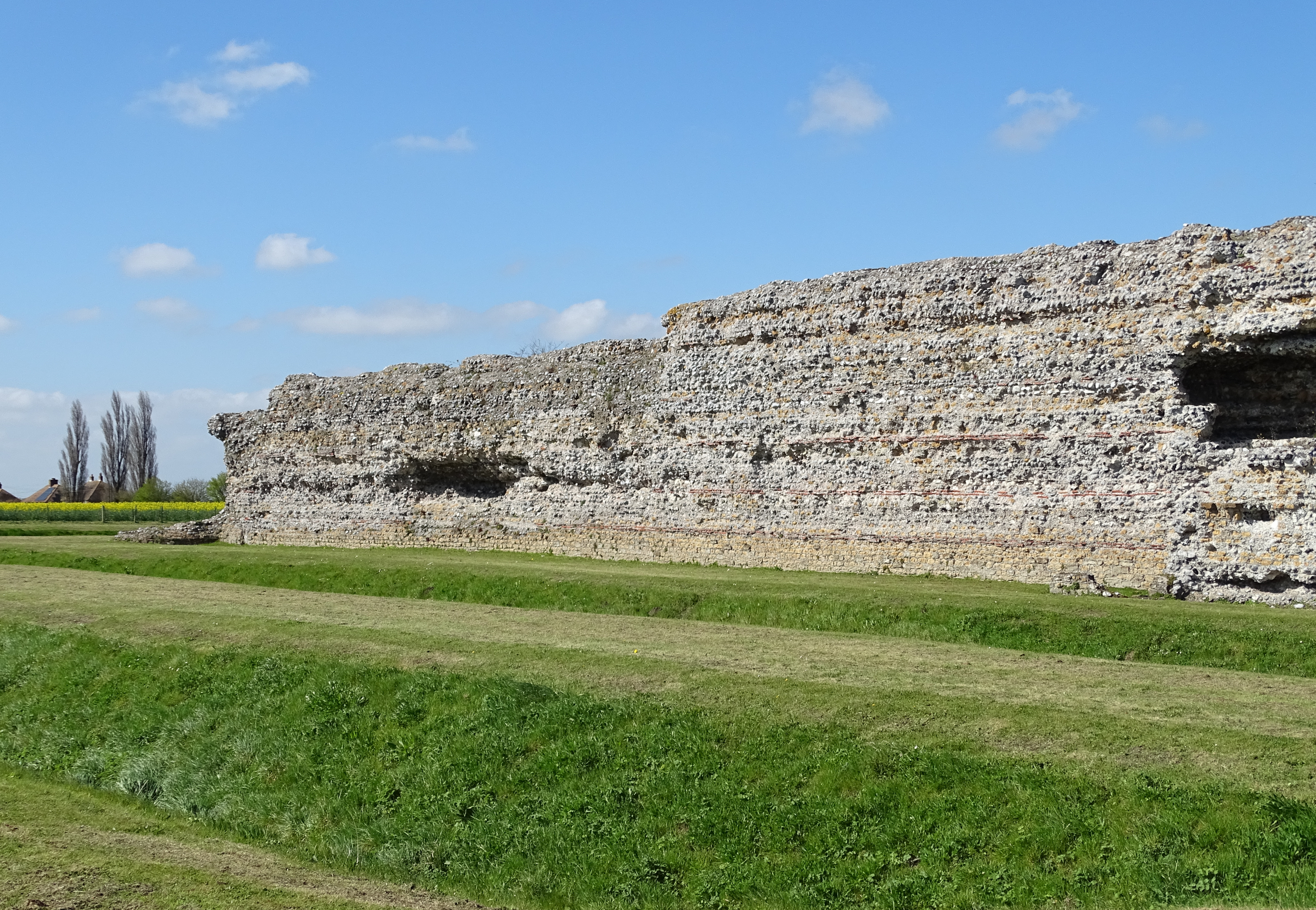
Muro sur del fuerte

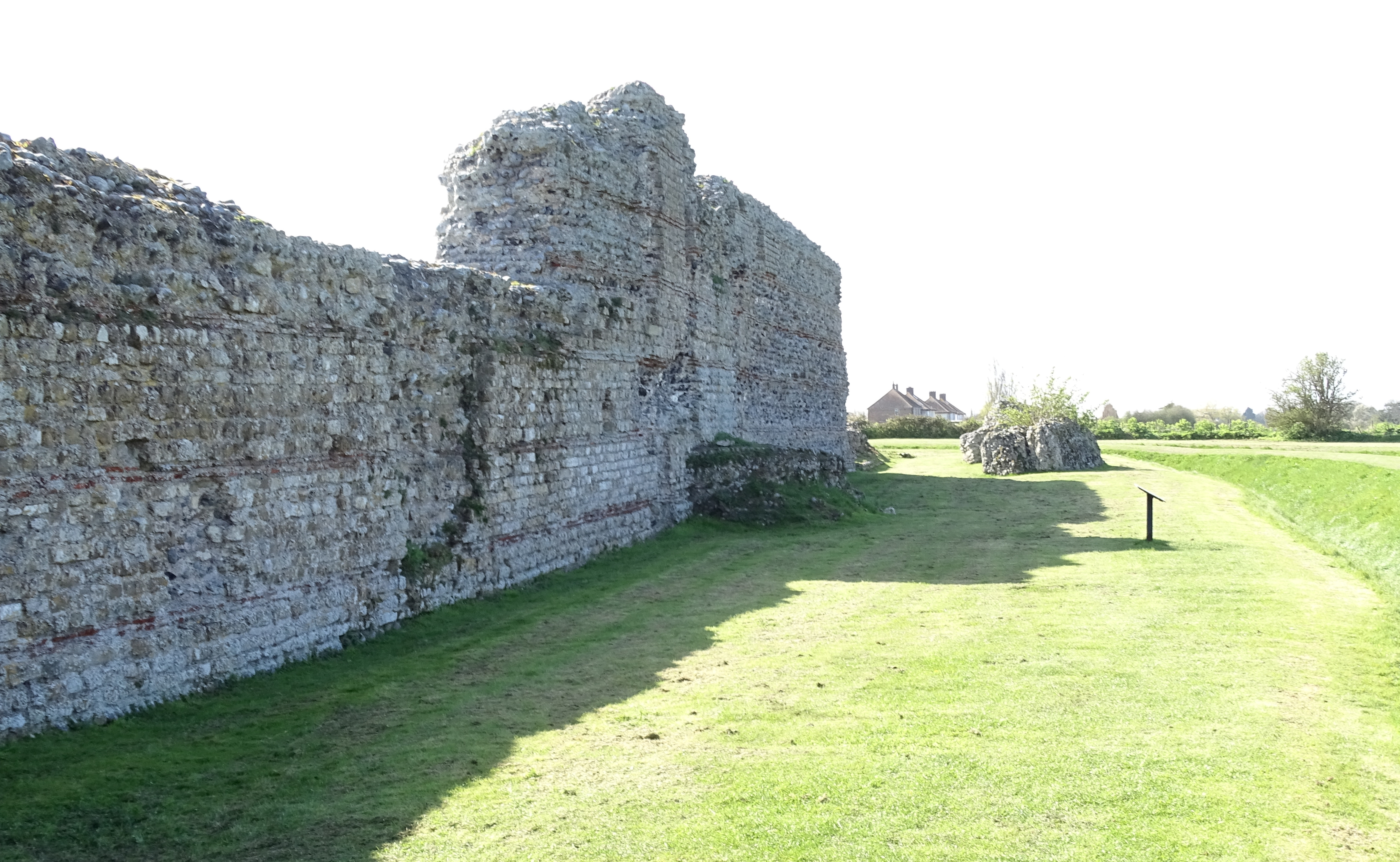
Muro oeste del fuerte

A finales del siglo III, el asentamiento fue remilitarizado mediante la conversión de parte de ella en el llamado sistema de fuertes de la Costa Sajona, una serie de fortificaciones construidas por los romanos a lo largo del Canal de la Mancha en las costas inglesa y francesa. posiblemente para protegerse contra la invasión de piratas sajones. Se cree que la construcción del fuerte aquí comenzó en 277 y se completó en 285. Esto implicó la demolición y reutilización como despojo del arco triunfal, y la evidencia numismática sugiere que ocurrió durante el gobierno de Carausio.
En el interior del fuerte, la mayoría de los edificios eran de madera, aunque algunos eran de piedra. Un edificio rectangular central de piedra era probablemente el principia (cuartel general) y también había pequeños baños construidos en piedra.

### Anfiteatro
Un anfiteatro ha sido visible como un montículo a 5 minutos a pie del sitio principal. Tenía una capacidad de 5000 espectadores. Las excavaciones en 2021 han revelado que es probable que el anfiteatro y el asentamiento continuaran en uso desde la invasión hasta el final del dominio romano a principios del siglo V. Se ha encontrado pintura roja y azul vívida en la pared de la arena, la primera para cualquier anfiteatro romano en Gran Bretaña. También se encontró una habitación, o celda, con paredes de casi 2 m de altura, utilizada para albergar animales salvajes, criminales o gladiadores antes de ingresar a la arena.

### Iglesia
Existe una estructura inexplicable en Richborough que se cree que es una fuente bautismal. Hoy, esta estructura está casi completamente destruida. La fuente hexagonal descubierta durante las excavaciones en Richborough sugiere que los bautismos podrían haber sido una función de esta iglesia. La iglesia probablemente fue construida a finales del siglo IV o principios del siglo V. Parece plausible que la iglesia fuera construida de madera.

### Excavaciones
En 1849, las excavaciones en el anfiteatro descubrieron un esqueleto que sugiere que el sitio se convirtió más tarde en un cementerio. Las excavaciones continuaron en 1900. Otras excavaciones importantes se realizaron en 1922-38 por J. P. Bushe-Fox.
Las excavaciones realizadas a finales de 2008 de un 90 m (98,4 yd) de muralla romana dejó al descubierto el litoral romano original junto con los restos de un muelle medieval. El descubrimiento y la excavación de la playa en sí ha señalado su relación geográfica con los movimientos de tierra del sitio, lo que demuestra que los movimientos de tierra eran una defensa de cabeza de playa, protegiendo alrededor de 700 m (765,5 yd) de costa.